# 黄静诉华硕案
黄静诉华硕案，是2006年华硕消费者黄静與華碩電腦間的民事索赔案件。

## 经过
2006年2月9日，北京的黄静（当时使用化名“龙思思”）购买了一台华硕V6800V型笔记本电脑，后自稱在维修时发现中央處理器被替换为英特尔禁止销售的工程测试版。华硕则称在黄静购买电脑到售后服务部门进行维修时，工作人员就发现中央處理器已被更换过，并有相关证据表明该笔记本电脑的CPU不是华硕原厂安装的。
2006年2月15日，黄静及其朋友周成宇向华硕提出按华硕年营业额0.05%（数额为500万美元），成立中国反诈骗基金会，用于市场监督。
2006年3月7日上午，当黄静与周成宇再次到华硕公司时，海淀区警方将两人带走。随后，两人因涉嫌敲诈勒索被刑事拘留直至批准逮捕。
2006年12月26日，海淀检察院以证据不足为由，批准黄静取保候审。
2007年11月9日，海淀检察院以证据不足为由，对黄静做出不起诉决定。
2008年11月27日下午，黄静从代理人手中接到北京海淀检察院下发的国家赔偿决定书，赔偿金额为29197.14元人民币。
2008年12月5日，黄静向海淀法院起诉华硕公司，索赔500万元人民币。
2009年7月9日，黄静申请撤销对第二被告上海华捷(现已更名为华硕上海公司)的起诉，仅保留第一被告华硕电脑股份有限公司(简称台湾华硕)。
2009年国庆节前夕，黄静以“技术调整”为由在海淀法院开庭前一天下午突然提出撤诉。2009年10月9日海淀法院裁定同意撤诉。